# Allison & Busby
Allison & Busby (A & B) est une maison d'édition britannique fondée à Londres en 1967 par Clive Allison – journaliste – et Margaret Busby – poète et éditrice,,. L'entreprise s'est bâtie une réputation d'un important éditeur indépendant de la small press.

## Histoire
Au cours de ses deux premières décennies d'existence, A & B a publié des auteurs tels que Sam Greenlee (en), Michael Moorcock, H. Rap Brown (en), Buchi Emecheta, Nuruddin Farah, Roy Heath (en), Cyril Lionel Robert James, George Lamming, Geoffrey Grigson (en), Jill Murphy (en), Andrew Salkey (en), Ishmael Reed, Adrian Mitchell, Michael Horovitz (en), Gordon Williams (en) ou Val Wilmer (en).
Parmi les éditions originales éditées par Allison & Busby, figurent notamment The Spook Who Sat by the Door (en) (1969), Voici l'homme (Behold the Man, 1969), The Final Programme (en) (1969), The English Assassin: A Romance of Entropy (en) (1972), Amandine Malabul (The Worst Witch, 1974), The Bride Price (en) (1976), The Lives and Times of Jerry Cornelius (1976), The Condition of Muzak (en) (1977), Gloriana ou la Reine inassouvie (Gloriana or the Unfulfill'd Queen, 1978) et The True History of the Elephant Man (en) (1980).
La maison d'édition est rachetée par W. H. Allen Ltd en 1987 et a fait ainsi partie intégrante de Virgin Books, avant d'évoluer sous divers gérants indépendants. Allison & Busby appartient désormais à l'éditeur espagnol Editorial Prensa Iberica.
Clive Allison, cofondateur de A & B, est mort le 25 juillet 2011.